# Jocelyne Sagon
Jocelyne Sagon est une lutteuse libre française née le 7 juin 1960.

## Palmarès

### Championnats du monde
- Médaille d'or en lutte libre dans la catégorie des moins de 61 kg en 1989 à Martigny

### Jeux mondiaux
- Médaille d'argent de sambo dans la catégorie des moins de 68 kg aux Jeux mondiaux de 1985 à Londres

### Championnats d'Europe
- Médaille d'or en lutte libre dans la catégorie des moins de 57 kg en 1988 à Dijon